# John Aaron Rawlins
Pour les articles homonymes, voir Rawlins.
John Aaron Rawlins (13 février 1831 - 6 septembre 1869) était un officier général de l'armée de l'Union pendant la guerre de sécession et un officier du cabinet dans l'administration Grant. Membre du parti démocrate puis du parti républicain et confident de longue date d'Ulysses S. Grant, Rawlins a servi dans l'état-major de Grant tout au long de la guerre, s'élevant au rang de major-général breveté, et a été le principal défenseur de Grant contre les allégations d'insobriété. Il a été nommé secrétaire à la guerre lorsque Grant a été élu président des États-Unis.
Rawlins était un autodidacte qui a surmonté un milieu familial pauvre, une éducation peu abondante et un père absent qui avait tendance à boire. Après des études de droit, Rawlins passa le barreau en 1854 et ouvrit un cabinet à Galena, dans l'Illinois. Il était un démocrate de Douglas au début de la guerre civile ; un orateur public renommé, il a prononcé un discours pro-Union notable au début des hostilités, et il est rapidement devenu un ami proche d'Ulysses S. Grant, un résident de Galena, diplômé de l'Académie militaire des États-Unis et vétéran de la guerre américano-mexicaine qui avait servi dans l'armée pendant 11 ans. Rawlins a persuadé Grant de forer et de rassembler une compagnie de milice volontaire locale et de les envoyer dans la capitale de l'État à Springfield afin qu'ils puissent être intronisés au service fédéral. Après un bref service dans la milice de l'Illinois en tant qu'officier de rassemblement, Grant fut bientôt remis en service dans l'armée pour servir sous les ordres du général de l'Union John C. Frémont, commandant des forces de l'armée de l'Union dans l'ouest des États-Unis. Rawlins rejoignit également l'armée de l'Union et servit principalement comme officier dans l'état-major de Grant ; ses promotions étaient liées au succès de Grant sur les champs de bataille et à l'avancement de Grant dans l'armée de l'Union sous le président Abraham Lincoln. Rawlins a contracté la tuberculose en 1863, mais a continué à faire partie du personnel de Grant pendant la reconstruction.
Après que Grant eut remporté les élections de 1868 et assumé la présidence en mars 1869, il nomma Rawlins secrétaire à la guerre. À l'exception de son approbation de la hauteur du pont de Brooklyn, avant la construction, le bref mandat de Rawlins était surtout controversé. Rawlins a soutenu l'insurrection contre la domination espagnole à Cuba, a établi une politique anti-mormone pour le territoire de l'Utah et a réduit l'autorité du général William Tecumseh Sherman, le successeur de Grant en tant que commandant de l'armée. La tuberculose de Rawlins continua de s'aggraver et il mourut en septembre 1869, cinq mois après le début de son mandat. À l'exception d'une biographie de 1916, la vie de John A. Rawlins, de James Harrison Wilson, la courte vie de Rawlins n'est pas bien connue, tandis que Grant, protégeant peut-être sa propre réputation, le mentionnait rarement dans ses populaires Mémoires, publiés en 1885. Avec la mort de Rawlins, un fort soutien au niveau du cabinet pour un Cuba indépendant ont pris fin et ne sont devenus une priorité qu'à la guerre hispano-américaine en 1898.

## Biographie

### Guerre de Sécession

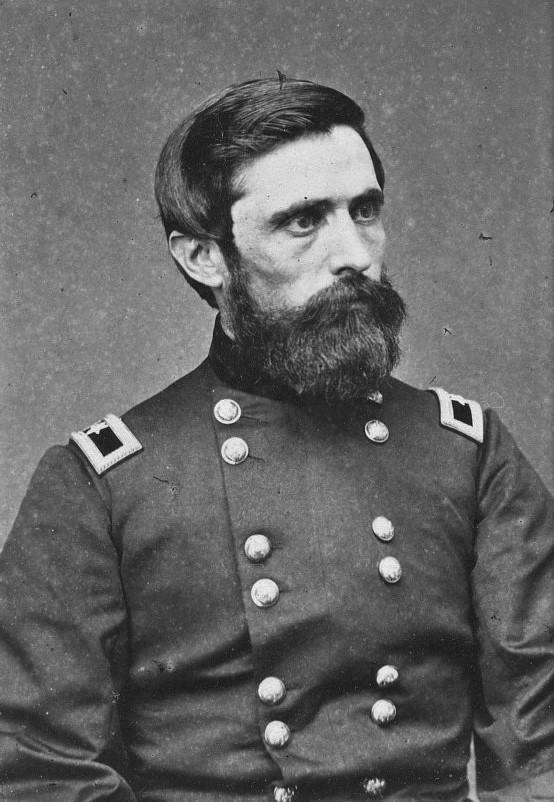
Le brigadier-général de l'Union John Aaron Rawlins pendant la guerre de sécession

#### Discours de loyauté de Galena Union
Après la chute de Fort Sumter, au début de la guerre de sécession, les habitants de Galena ont tenu une assemblée municipale ; les conférenciers invités étaient le membre du Congrès américain Elihu B. Washburne et Rawlins. Rawlins a clairement exprimé ses sentiments pro-unionistes lorsqu'il a déclaré :
"J'ai été démocrate toute ma vie ; mais ce n'est plus une question de politique ; c'est simplement un pays ou pas de pays ; j'ai favorisé tous les compromis honorables ; mais le jour car le compromis est passé, il ne nous reste qu'une seule voie. Nous nous tiendrons au drapeau de notre pays et ferons appel au dieu des batailles."

#### Promotions militaires dans l'Union Army

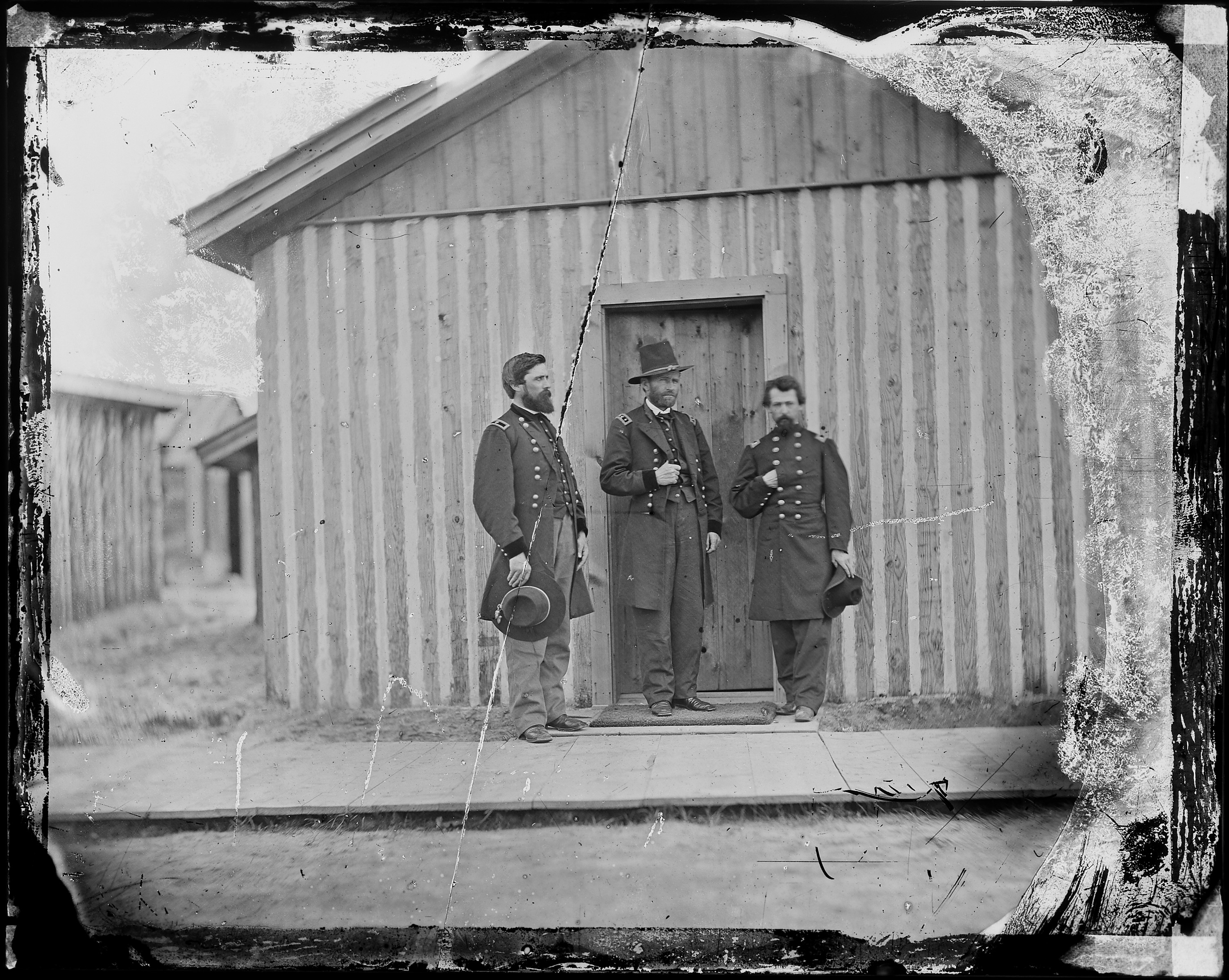
Photographie de Mathew Brady représentant Ulysses S. Grant (au centre) et deux officiers de son état-major : à gauche, le général John A. Rawlins et à droite, le colonel Theodore S. Bowers

En 1861, Rawlins a joué un rôle actif dans l'organisation du 45ème régiment d'infanterie de l'Illinois, en réponse à l'appel du président Abraham Lincoln pour 75 000 volontaires, et Grant s'est porté volontaire pour aider à former le régiment. Il fut bientôt nommé commandant du 21ème régiment d'infanterie de volontaires de l'Illinois et demanda à Rawlins de devenir son aide de camp. Rawlins a accepté et le 30 août, il a été nommé capitaine dans l'armée régulière et adjudant général adjoint des volontaires. Le 14 septembre, Rawlins se présenta au quartier général de Grant au Caire. À partir de ce moment, Rawlins est resté aux côtés de Grant et est devenu l'officier d'état-major, le conseiller et l'ami le plus influent de Grant. Comme la plupart des hommes au début de la guerre civile, Rawlins n'était pas officiellement formé militairement, cependant, il était naturellement adapté à son poste. Au fur et à mesure que Grant monta en grade et en responsabilité, Rawlins fut également promu dans des rôles de responsabilité et de rang croissants, notamment chef d'état-major de l'armée du Tennessee et de la division militaire du Mississippi. Il était connu pour sa grande attention aux détails, ainsi que pour son respect du protocole. Le 14 mai 1862, Rawlins est promu major et le 1er novembre, il est promu lieutenant-colonel. Juste avant de rejoindre son équipe, il a exigé de Grant, qui avait des antécédents de problèmes d'alcool, qu'il s'engage à ne pas boire pendant la guerre. Il a interdit la consommation d'alcool au siège et un an après avoir rejoint le personnel a signé lui-même un engagement de ne pas consommer d'alcool. Pendant la guerre, Rawlins a fréquemment réprimandé Grant pour des manquements perçus avec une impunité qui a souvent surpris les spectateurs.
Rawlins fut promu brigadier-général des volontaires le 11 août 1863. Lorsque Grant fut promu général en chef de toutes les armées de l'Union, Rawlins devint chef d'état-major du quartier général de l'armée des États-Unis. Il est promu major-général breveté le 24 février 1865, brigadier-général dans l'armée régulière le 3 mars et major-général breveté dans l'armée régulière le 9 avril.

#### Demande de libération de Sheean (1862)
À l'automne 1862, le partenaire juridique de Rawlins, David Sheean, critique virulent de la politique de guerre de Lincoln, fut arrêté ; il était un démocrate franc et parce que l'habeas corpus avait été suspendu par le président Abraham Lincoln en 1861, les ennemis politiques républicains de Sheean ont travaillé pour le faire détenir sans inculpation à Fort Lafayette à New York. Rawlins a pris un congé pour aider Sheean et a adressé une pétition en personne au secrétaire à la guerre Edwin M. Stanton et au membre du Congrès Elihu B. Washburne. Sheean a finalement été libéré en décembre 1862.

Au cours de la campagne de Vicksburg, le 17 décembre 1862, Grant a publié l'ordre général no 11 expulsant les Juifs, en tant que classe, du district militaire de Grant. Grant était contrarié par un commerce illégal de coton qui, selon lui, finançait l'armée confédérée. Grant a reproché aux commerçants juifs d'avoir enfreint les réglementations du département du Trésor. Les juifs qui n'obéissaient pas à l'ordre devaient être arrêtées et expulsées de force comme prisonniers. Rawlins était l'avocat de Grant. Le général a fortement averti Grant de ne pas émettre l'ordre. Grant a refusé de suivre les conseils de Rawlins concernant l'ordre et lui a dit :
"Eh bien, ils peuvent annuler cela de Washington s'ils le souhaitent, mais nous le publierons de toute façon."
L'ordre controversé a été révoqué par le président Abraham Lincoln.

#### Émissaire de Grant à Washington DC (1863)
Au cours de l'été 1863, Grant envoya Rawlins à l'est de Washington DC en tant qu'émissaire. À cette époque, Grant était relativement inconnu dans les cercles politiques, ayant combattu loin de Washington D.C. dans le théâtre occidental. Rawlins est arrivé à Washington DC le 30 juillet et s'est entretenu avec le général en chef Henry W. Halleck du département de la guerre et l'adjudant général adjoint de l'armée, le colonel J.C. Kelton. Halleck a cordialement reçu Rawlins et lui a dit qu'il était satisfait de la victoire de Grant et a approuvé les conditions de reddition de Grant à Vicksburg, y compris la libération conditionnelle de 31 000 prisonniers confédérés. Rawlins s'est ensuite rendu à la Maison Blanche et a rencontré le président Abraham Lincoln et son cabinet. Il a remis à Lincoln une lettre de Grant qui demandait à Rawlins d'avoir un entretien avec Lincoln afin que Rawlins puisse l'informer des résultats positifs de la campagne de Vicksburg et expliquer pourquoi les soldats confédérés ont été libérés sur parole. L'observateur spécial Charles A. Dana et le secrétaire de la Marine Gideon Welles ont fait l'éloge de Rawlins pour sa nature industrieuse et son intelligence. Dana a déclaré que Rawlins était un "homme très industrieux et consciencieux". Welles a déclaré qu'il était satisfait de la "description franche, intelligente et intéressante des hommes et des opérations de l'armée" de Rawlins.

#### Lettre de Chattanooga à Grant (1863)
Au cours de la campagne de Chattanooga en novembre 1863, Grant aurait bu excessivement parmi d'autres généraux et subordonnés qui avaient accès à des bouteilles de whisky et à une bouteille de vin reçues de la mère de Grant, Hannah. Rawlins en a entendu parler et, se considérant comme le protecteur de Grant en matière d'alcool, lui a écrit une lettre le 15 ou 16 novembre, qui n'a jamais été envoyée; il a exigé que Grant "s'abstienne immédiatement de goûter davantage d'alcools de toute nature". Les préoccupations de Rawlins n'étaient pas fondées ; selon le général David Hunter, qui a eu l'occasion d'observer Grant de près pendant cette période, Grant n'a bu que deux verres en trois semaines au cours du mois de novembre. Le 14 novembre, Grant avait en fait interrompu une beuverie entre son subordonné le colonel Clark Lagow et les amis de Lagow à quatre heures du matin. Rawlins a conservé cette lettre non envoyée dans ses archives, où elle a ensuite été retrouvée par des historiens. Cette lettre non envoyée était l'un des nombreux éléments qui donnaient l'impression que Grant buvait régulièrement à l'excès.

### Après la guerre
Secrétaire à la Guerre dans l'administration Grant, il reçoit des pots-de-vin de rebelles cubains qui désiraient pousser les États-Unis à entrer en guerre contre l'Espagne. Il poursuivra une politique de répression contestée des mormons de l'Utah
Il est enterré au cimetière national d'Arlington.